# Barkas B1000
В начале 1950-х годов руководством Восточной Германии была поставлена задача создать многоцелевой грузовой автомобиль грузоподъёмностью 1 тонну, способным передвигаться со скоростью 100 км/ч. В 1956 году был построен прототип фургона под названием L1, спустя ещё год прототип микроавтобуса, которые в течение нескольких лет на испытаниях прошли более 1 млн км.

Конструктивными особенностями перспективной модели были: вагонная компоновка, несущий цельнометаллический кузов, независимая торсионная подвеска, привод на передние колеса.
Первая серийная партия автомобилей была выпущена 14 июня 1961 года. Первоначально устанавливаемый двухтактный трёхцилиндровый двигатель с воздушным охлаждением от Wartburg-311 мощностью 28 л. с. был форсирован до 42 л. с., в 1972 году — до 45 л. с., при этом в конструкцию была введена дополнительная система охлаждения.
15 мая 1969 года был собран Barkas B1000 с силовым агрегатом Москвич-412. Однако советская сторона отказалась от поставок данного двигателя, так как на него приходились более выгодные экспортные поставки. Также не удались попытки установки дизеля и доведения грузоподъёмности до 1,3 т.
В дальнейшие два десятилетия конструкция автомобиля подверглась изменениям в рулевом управлении, механизме сцепления и светотехнике, в 1987 году в фургоне была установлена сдвижная боковая дверь.
В 1989 году на серию пошли четырёхтактные карбюраторные двигатели Фольксваген с объёмом 1,3 л, модель получила индекс B1000-1.
Всего было выпущено 175740 автомобилей Barkas B1000 и 1961 микроавтобусов модели B1000/1s.

### Модификации
На шасси Barkas B1000 было изготовлено множество различных спецавтомобилей (в том числе седельный тягач), которым присваивались литеры:
- FR — шасси для надстроек
- FR-DL — лестница
- FR-IK — изотермический фургон
- HP — бортовой
- K — цельнометаллический фургон
- KA/KLF — пожарная машина
- KB — микроавтобус
- KK — скорая помощь
- KK/SMH-3 — реанимобиль
- КM — грузопассажирский фургон